# Sega Ages
Sega Ages indica diverse raccolte di videogiochi pubblicate da SEGA. Originariamente il nome è stato utilizzato per indicare una serie di conversioni di videogiochi arcade per Sega Saturn commercializzate in Giappone tra il 1996 e il 1998. Tra i titoli prodotti figuravano Space Harrier, Out Run e After Burner II, in seguito inclusi nella collezione Sega Ages: Volume 1 pubblicata nel 1997 anche in Occidente.
A partire dal 2003 SEGA e D3 Publisher hanno prodotto una serie remake di videogiochi classici per PlayStation 2 denominata Sega Ages 2500. Ogni titolo veniva venduto al prezzo di 2 500 yen, da cui il nome della serie. Nel 2012 SEGA ha distribuito alcuni titoli per PlayStation 3 e Xbox 360 utilizzando il nome di Sega Ages Online.
Nel 2018 SEGA ha annunciato una nuova serie di videogiochi omonima per Nintendo Switch. Nel 2020 è stato pubblicato l'ultimo videogioco della serie, Herzog Zwei.